# Міндар
Міндар (дав.-гр. Μίνδαρος) був спартанським навархом, який командував Пелопоннеським флотом у 411 і 410 роках до нашої ери під час Пелопоннеської війни. Успішно перемістивши театр війни на Геллеспонт, згодом зазнав ряд поразок; у третьому й останньому з них він був убитий, а весь пелопоннеський флот був захоплений або знищений.

## Переїзд і ранні битви
Основні статті: Битва при Кіноссемі, Битва при Абідосі
Міндар вперше прийняв командування флотом у Мілеті, де сатрап Тіссаферн пообіцяв спартанцям, що до них приєднається значний фінікійський флот під його командуванням. Після кількох місяців очікування Міндар зрозумів, що такого флоту не буде, і прийняв стратегічне рішення передислокувати свій флот до Геллеспонта, де сатрап Фарнабаз пообіцяв йому більшу підтримку, ніж він отримував від Тіссаферна.
Міндар вирушив із Мілета на 73 кораблях; шторм змусив його висадитися на Хіос, але він пробув там лише кілька днів. Поспішно пливучи, щоб уникнути афінського флоту, який був піднятий із Самосу, щоб протистояти йому, він зумів перевести свій флот між Лесбосом і материком і в Геллеспонт, де він відкинув невеликий афінський флот і приєднався до кількох кораблів союзників у регіон у спартанській базі в Абідосі. За допомогою цього стратегічного кроку Міндар дозволив своєму флоту перекрити постачання афінського зерна та змусив афінський флот кинути йому виклик на підставі його вибору.
З цього моменту, однак, удача Міндара зіпсувалася. Через п'ять днів після його прибуття в Абідос афіняни відпливли у вузькі води Геллеспонту, щоб вступити в бій з його чисельно переважаючими силами. У підсумковій битві перемога Пелопоннесу здавалась доступною на початку, оскільки ліворуч афінян було відрізано, а центр викинуто на берег на мисі Кіносема; Перевершена морська майстерність афінських капітанів і матросів, однак, переломила хід битви, і флот Міндара з втратами втік назад до Абідосу.
Міндар викликав до себе підкріплення в Абідосі, але зазнав другої поразки, коли невелика група кораблів, що пливла до нього туди, потрапила в пастку афінського флоту; Міндар відплив, щоб врятувати їх, але після важкої битви прибуття Алківіада з афінським підкріпленням перетворило битву на розгром, і пелопоннесці знову зазнали втрат під час втечі назад до Абідосу.

## Кізик
Протягом наступних кількох місяців Міндар за фінансової підтримки Фарнабаза відновив свій флот до 80 трієр до весни 410 року до нашої ери. Пливучи на схід до Кізику, він обложив місто за допомогою армії Фарнабаза і взяв його штурмом. Афіняни переслідували його і у водах Кізика заманили Міндара в смертельну пастку. У той час як Трасібул і Терамен чекали з поля зору з кількома трієрами, Алківіад взяв сорок кораблів і з’явився перед Кізиком. Міндарус схопив наживку, вирушивши з усім своїм флотом у погоню. Коли він був досить далеко від берега, приховані афінські війська виринули, щоб відрізати його лінію відступу. Оточений, Міндарус повів свої кораблі у відчайдушну втечу до пляжу на південний захід від міста, єдиного напрямку, відкритого для нього. Висадившись за силами Алківіада, люди Міндара та війська Фарнабаза, які підійшли, щоб підтримати їх, боролися, щоб не дати афінянам відбуксирувати свої кораблі в море. Спочатку афінян було відкинуто, але Фрасібул і Терамен, підтягнувши свої сили та афінські сухопутні війська з тилу, зрештою змогли відбити персів. Не злякавшись, Міндар розділив свої сили, щоб протистояти загрозі, яка тепер тиснула з обох сторін, але коли він загинув у битві, опір Пелопоннесу припинився; всі кораблі флоту були або знищені, або захоплені.

Після цієї гучної поразки ім’я Міндара було увічнено в одному з найвідоміших прикладів лаконічної стислості: повідомлення від спартанців, що вижили, було перехоплено афінянами. Там було написано: «Кораблі загублені. Міндарус мертвий. Чоловіки голодують. Нам цікаво, що робити.»